# Danh từ
Danh từ là từ chỉ người, sinh vật, sự vật, sự việc, khái niệm, hiện tượng, đơn vị.

## Danh từ đặc biệt
Là danh từ có là 
Một số danh từ đặc biệt đó vừa làm danh từ vừa làm động từ, tính từ mà không cần các từ đứng trước hoặc sau chúng biến đổi nó thành các từ loại trên.

## Phân loại
- Danh từ chỉ khái niệm: đạo đức, kinh nghiệm, cách mạng,…
- Danh từ chỉ đơn vị: ông, vị (vị chủ tịch), cái, bức, tấm,…; mét, lít, kilôgam,…; nắm, mớ, đàn, tá ...

Khi phân loại danh từ tiếng Việt, trước hết, người ta phân chia thành hai loại: danh từ riêng và danh từ chung.
- Danh từ riêng: là tên riêng của một sự vật (tên người, tên địa phương, tên địa danh,..) (như: Phú Quốc, Hà Nội, Lê Thánh Tông, Vĩnh Yên, Phú Thọ,..)
- Danh từ chung: là tên của một loại sự vật (dùng để gọi chung cho một loại sự vật). Danh từ chung có thể chia thành hai loại:
  - Danh từ cụ thể: là danh từ chỉ sự vật mà ta có thể cảm nhận được bằng các giác quan (sách, vở, gió, mưa,…).
  - Danh từ trừu tượng: là các danh từ chỉ sự vật mà ta không cảm nhận được bằng các giác quan (cách mạng, tinh thần, ý nghĩa,...)

Danh từ chỉ hiện tượng, chỉ khái niệm, chỉ đơn vị là các loại nhỏ của danh từ chung.
- Danh từ chỉ hiện tượng: Hiện tượng là cái xảy ra trong không gian và thời gian mà con người có thể nhận thấy, nhận biết được. Có hiện tượng tự nhiên như: mưa, nắng, sấm, chớp, động đất,… và hiện tượng xã hội như: chiến tranh, đói nghèo, áp bức,… danh từ chỉ hiện tượng là danh từ biểu thị các hiện tượng tự nhiên (cơn mưa, ánh nắng, tia chớp,…) và hiện tượng xã hội (cuộc chiến tranh, sự đói nghèo,…)
- Danh từ chỉ khái niệm: Chính là loại danh từ có ý nghĩa trừu tượng (danh từ trừu tượng, đã nêu ở trên). Đây là loại danh từ không chỉ vật thể, các chất liệu hay các đơn vị sự vật cụ thể, mà biểu thị các khái niệm trừu tượng như: tư tưởng, đạo đức, khả năng, tính nết, thói quen, quan hệ, thái độ, cuộc sống, ý thức, tinh thần, mục đích, phương châm, chủ trương, biện pháp, ý kiến, cảm tưởng, niềm vui, nỗi buồn, tình yêu, tình bạn,… Các khái niệm này chỉ tồn tại trong nhận thức, trong ý thức của con người, không “vật chất hóa”, cụ thể hóa được. Nói cách khác, các khái niệm này không có hình thù, không cảm nhận trực tiếp được bằng các giác quan như mắt nhìn, tai nghe,…
- Danh từ chỉ đơn vị: Hiểu theo nghĩa rộng, danh từ chỉ đơn vị là những từ chỉ đơn vị các sự vật. Căn cứ vào đặc trưng ngữ nghĩa, vào phạm vi sử dụng, có thể chia danh từ chỉ đơn vị thành các loại nhỏ như sau:
  - Danh từ chỉ đơn vị tự nhiên: Các danh từ này chỉ rõ loại sự vật, nên còn được gọi là danh từ chỉ loại. Đó là các từ: con, cái, chiếc; cục, mẩu, miếng; ngôi, tấm, bức; tờ, quyển, cây, hạt, giọt, hòn, sợi,…
  - Danh từ chỉ đơn vị chính xác: Các danh từ này dùng để tính đếm, đo đếm các sự vật, vật liệu, chất liệu,…ví dụ: lạng, cân, yến, tạ, mét thước, lít sải, gang,…
  - Danh từ chỉ đơn vị ước chừng: Dùng để tính đếm các sự vật tồn tại dưới dạng tập thể, tổ hợp. Đó là các từ: bộ, đôi, cặp, bọn, tụi, đàn, dãy, bó, những, nhóm,...
  - Danh từ chỉ đơn vị thời gian: giây, phút, giờ, tuần, tháng, mùa vụ, buổi,…
  - Danh từ chỉ đơn vị hành chính, tổ chức: xóm, thôn, xã, huyện, nước, nhóm, tổ, lớp, trường, tiểu đội, ban, ngành,…

Danh từ có thể kết hợp với các từ chỉ số lượng ở phía trước, các từ chỉ định ở phía sau và một số từ ngữ khác để lập thành cụm danh từ. Cụm danh từ là loại tổ hợp từ do danh từ và một số từ ngữ phụ thuộc nó tạo thành. Trong cụm danh từ, các phụ ngữ ở phần trước bổ sung cho danh từ các ý nghĩa về số và lượng. Các phụ ngữ ở phần sau nêu lên đặc điểm của sự vật mà danh từ biểu thị hoặc xác định vị trí của sự vật ấy trong gian hay thời gian.
Danh từ được chia làm nhiều loại, những loại này thường chia thành các nhóm đối lập với nhau, chẳng hạn:
1. Danh từ chung và Danh từ riêng
2. Danh từ số ít và Danh từ số nhiều
3. Danh từ trừu tượng và Danh từ cụ thể

## Chức năng
Danh từ được sử dụng với nhiều chức năng khác nhau:
- Làm chủ ngữ cho câu

Ví dụ: Hoa hồng rất đẹp. (Trong câu này "hoa hồng" là danh từ đứng đầu câu làm chủ ngữ)
- Làm tân ngữ cho ngoại động từ.

Ví dụ: Thằng bé ăn kem. Dùng nội động từ không trọn nghĩa (tức là nó đứng một mình không được)
Ví dụ: Anh ta là bác sĩ. (Trong câu này "bác sĩ" là danh từ làm bổ chủ nói rõ thân phận của "anh ta")